# Les Mousquetaires de la reine
Les Mousquetaires de la reine er en fransk stumfilm fra 1903 af Georges Méliès.